# 彩音星凪
彩音 星凪（あやおと せな、6月21日 - ）は元宝塚歌劇団月組の男役。
北海道雨竜郡出身。身長173cm、愛称はせな、かのん。
所属事務所はACT JP エンターテイメント。

## 来歴
北海道深川市の高橋千悦子バレエスタジオに通った経験あり。札幌市の久富淑子バレエ研究所でバレエを学ぶ。2013年4月、宝塚音楽学校入学。
2015年4月、宝塚歌劇団に101期生として入団。入団時成績は14番。月組公演『1789－バスティーユの恋人たち－』で初舞台。同年6月2日、月組に配属。
2024年7月7日、月城かなと・海乃美月トップコンビ退団公演となる「Eternal Voice／Grande TAKARAZUKA 110!」東京公演千秋楽をもって、宝塚歌劇団を退団。
退団後は、出身地である北海道雨竜郡沼田町で開かれる北海道三大行燈祭りの一つ夜高あんどん祭りでのトークショー、コンサートなどを開催。また、2025年2・3月に、劇団そとばこまち主催のエンターテインメント時代劇『幕末』にて沖田総司役で主演予定。
2024年12月1日、ACT JP エンターテイメントに所属したことが発表された。

## 宝塚歌劇団時代の主な舞台

### 初舞台公演
- 2015年4 - 6月、月組『1789－バスティーユの恋人たち－』（宝塚大劇場）[5]

### 月組配属後
- 2015年6 - 7月、『1789－バスティーユの恋人たち－』（東京宝塚劇場）
- 2015年11 - 2016年2月、『舞音-MANON-』『GOLDEN JAZZ』
- 2016年6 - 9月、『NOBUNAGA〈信長〉-下天の夢-』 - 新人公演：佐脇良之（本役：暁千星）『Forever　LOVE!!』
- 2016年10 -11月、『Bow Singing Workshop』（宝塚バウホール）
- 2017年1 - 3月、『グランドホテル』 - 新人公演：ベルボーイ『カルーセル輪舞曲（ロンド）』
- 2017年4 - 5月、『瑠璃色の刻』（シアタードラマシティ・赤坂ACTシアター）
- 2017年7 - 10月、『All for One～ダルタニアンと太陽王～』 - 少年ダルタニアン、新人公演：ジャン(本役：貴澄隼人)
- 2017年11 - 12月、『鳳凰伝 -カラフとトゥーランドット-／CRYSTAL TAKARAZUKA－イメージの結晶－』（全国ツアー） - ペルシャ王子
- 2018年2 - 5月、『カンパニー－努力（レッスン）、情熱（パッション）、そして仲間たち（カンパニー） - 新人公演：水上那由多(本役：月城かなと)『BADDY（バッディ）－悪党（ヤツ）は月からやって来る－』
- 2018年7月、『愛聖女（サントダムール）－Sainte♡d’Amour－』（バウホール） - シャルル国王／シャルル・ジャン
- 2018年8 - 11月、『エリザベート -愛と死の輪舞-』 - 黒天使（娼婦）、代役：シュテファン・カロリィ[注釈 2]、新人公演：ルドルフ（本役：暁千星・風間柚乃）[9]
- 2019年1月、『ON THE TOWN』（東京国際フォーラム） - ウエイター[10]
- 2019年3 - 6月、『夢現無双』 - 太郎／法典ヶ原の村民男、　新人公演：吉岡清十郎（本役：暁千星）『クルンテープ 天使の都』
- 2019年7 - 8月、『ON THE TOWN』（梅田芸術劇場）ウエイター
- 2019年10 -12月、『I AM FROM AUSTRIA-故郷（ふるさと）は甘き調（しら）べ-』 - フリッツ、新人公演：フェリックス・モーザー（本役：風間柚乃）
- 2020年2月、『出島小宇宙戦争』（シアタードラマシティ・東京建物 Brillia HALL） - チョウエイ
- 2020年9 - 2021年1月、『WELCOME TO TAKARAZUKA-雪と月と花と-』『ピガール狂騒曲』 - ポール[注釈 3]
- 2021年2月、『ダル・レークの恋』（TBS赤坂ACTシアター） - 水の青年
- 2021年5 - 8月、『桜嵐記（おうらんき）』 - 兵六、新人公演：楠木正儀（本役：月城かなと）『Dream Chaser』
- 2021年10月、『LOVE AND ALL THAT JAZZ』(バウホール) - アラン／エミール
- 2022年1 - 3月、『今夜、ロマンス劇場で』 - 猪倉、新人公演：俊藤龍之介（本役：鳳月杏）『FULL SWING!』
- 2022年5月、『Rain on Neptune』（舞浜アンフィシアター） - スターライト
- 2022年7 - 10月、『グレート・ギャツビー』 - ディック
- 2022年11 - 12月、『ELPIDIO』（KAAT神奈川芸術劇場・シアタードラマシティ） - フランシスコ
- 2023年2 - 4月、『応天の門』 - 藤原国経『Deep Sea-海神たちのカルナバル-』
- 2023年8 - 11月、『フリューゲル-君がくれた翼-』 - ルドルフ・ルーク『万華鏡百景色（ばんかきょうひゃくげしき）』
- 2024年1 - 2月、『Golden Dead Schiele』(バウホール) - 死の幻影
- 2024年3 - 7月、『Eternal Voice 消え残る想い』 - トマス『Grande TAKARAZUKA 110!』退団公演[6]

### 出演イベント
- 2023年6月、鳳月杏ディナーショー『Gemini』[11]

## 宝塚歌劇団退団後の主な活動

### 舞台
- 2025年1月、『キアロスクーロ −古典落語「死神」より−』（神戸三宮シアター・エートー）[12]
- 2025年2月、『青空』（俳優座劇場）[13]
- 2025年2・3月、「エンターテインメント時代劇『幕末』」（箕面市立文化芸能劇場・かめありリリオホール） - 沖田総司 主演[注釈 1][8][14]

### ライブ・コンサート
- 2024年8月、『彩音星凪　～ＪＯＵＲＮＥＹ～』（I'M A SHOW）[15]

### イベント
- 2024年8月、『夜高あんどん祭り トークショー』[7][16]